# The Coral
The Coral – zespół założony w 1996 roku Wielkiej Brytanii. W swojej twórczości grupa miesza muzykę country, psychodelię lat 60., folk i rock&roll. W skład zespoły wchodzą James i Ian Skelly, Bill Ryder-Jones, Nick Power, Lee Southal i Paul Duffy. Od 2003 roku gra z nimi także perkusista John Duffy. Wszystko zaczęło się jeszcze w szkole. Przyszli członkowie The Coral spotykali się w domu jednego z nich albo w pracowni muzycznej i tam oglądali filmy, słuchali muzyki i grali na gitarach. Po skończeniu szkoły pracowali w różnych branżach, ale ostatecznie wrócili do muzyki. Wtedy też podpisali kontrakt z wytwórnią Deltasonic. Zespół zaczął koncertować w Liverpoolu, a ich styl był inspiracją m.in. dla The Zutons, The Dead 60s czy The Basement.
Niedługo potem The Coral zostali okrzyknięci pierwszym angielskim zespołem „gitarowego odrodzenia”, a ich EPki „Shadows Fall”, „The Oldest Path” czy „Skeleton Key” z 2001 roku zostały świetnie przyjęte.
Rok później grupa miała już na swoim koncie debiutancki album „The Coral”, który dostał się na 5. miejsce zestawienia najlepszych płyt w Wielkiej Brytanii i otrzymał nominację do Mercury Prize już dzień po premierze. Udana trasa koncertowa po Wielkiej Brytanii i występy na wielu festiwalach potwierdziły tylko popularność zespołu, a single „Goodbye” i „Dreaming of You” dostały się na listę UK Top 40.
Po tak gorącym czasie, The Coral postanowili trochę odpocząć i zajęli się tworzeniem materiału na nowy album. Tym sposobem już w 2003 roku mogliśmy posłuchać „Magic and Medicine”. Promowały go single „Don’t Think You’re the First”, „Pass It On”, „Secret Kiss” i „Bill McCai”.

## Dyskografia
- The Coral (2002)
- Magic and Medicine (2003)
- Nightfreak and the Sons of Becker (2004)
- The Invisible Invasion (2005)
- Roots & Echoes (2007)
- The Singles Collection (2008)
- Butterfly House (2010)
- Move Through The Dawn (2018)